# Rolf Jäger
Rolf Jäger (* 17. Oktober 1949) ist ein deutscher Tischtennisspieler. Er wurde 1971 deutscher Meister im Doppel.

## Karriere
Jäger spielte im Laufe seiner Karriere in vielen Vereinen. Zweimal wirkte er beim Gewinn einer deutschen Mannschaftsmeisterschaft mit: 1971/72 mit dem Mettmanner TV und 1975/76 mit VfB Altena. Den Stuttgarter Kickers verhalf er 1981/82 zum Aufstieg in die Erste Bundesliga.
1971 wurde er in Hannover zusammen mit Jochen Leiß deutscher Meister im Doppel vor den Titelverteidigern Lieck/Ness. Mit Lieck wurde er 1976 Vizemeister, ebenso 1980 mit Michael Krumtünger. Im Bundesranglistenturnier belegte er 1972 Platz fünf und 1973 Platz sechs. Um 1974 wurde er in die Nationalmannschaft eingeladen. In einem offiziellen Wettkampf gegen Österreich steuerte er drei Siege zum 5:3 Gewinn bei. Ein Halswirbelbruch durch einen Autounfall 1974 bremste seine Karriere.
Vereine
- TV Calmbach (1959–1967)
- Stuttgart – Oberliga (1967–1969)
- DJK TuSA 06 Düsseldorf (1969–1970)
- Mettmanner TV (1970–1972)
- Berlin (1972–1973)
- VfB Altena (1974–1976)
- TTC Calw (1976–1980, Deutscher Vizemeister Mannschaft und Pokal)[10]
- Stuttgarter Kickers (um 1980)
- SV Neckarsulm (1982–1989)
- TTC Loßburg – Aufstieg zur Verbandsliga (um 1989)[11]
- TV Altburg – Bezirksklasse (um 1991)
- TTC Ottenbronn (1997–2016)[12][9]

Mitte der 1970er Jahre trainierte Rolf Jäger nebenbei den Fußballverein FV Grün-Weiß Ottenbronn.

## Privat
Jäger studierte Betriebswirtschaft.  Er ist verheiratet und hat zwei Töchter und drei Söhne. Sein jüngerer Bruder Wolfgang erreichte auch Bundesliga-Spielstärke.